# Helena Hermany
Helena Hermany (Santa Cruz do Sul, 3 de janeiro de 1948) é uma política brasileira. Foi prefeita de Santa Cruz do Sul, pelo Progressistas, na gestão 2021–2024. Ela já exercera o cargo em 2008, quando atuava como vice-prefeita de José Alberto Wenzel, que renunciou à prefeitura. 
Foi a vereadora mais votada na história de sua cidade, nas eleições de 2000, e com três mandatos consecutivos de vice ou prefeita, é a pessoa que mais tempo passou no comando do município.

## Biografia

### Vida pessoal
Hermany começou a trabalhar como telefonista na Companhia Riograndense de Telecomunicações (CRT) aos 14 anos. Sua mãe era dona de casa e posteriormente cozinheira, e seu pai, marceneiro. Hermany trabalhou também como balconista no início de sua carreira. Formou-se em Ciências Contábeis, e passou a trabalhar no Banco do Brasil, onde fez carreira como bancária por 25 anos. Casou-se em 1971 com Edmar Guilherme Hermany, que tornou-se prefeito de Santa Cruz do Sul em 1992, momento em que Helena decidiu entrar para a área política. Edmar é sobrinho de Arno Frantz, outro ex-prefeito de Santa Cruz. Tem três filhos, um deles também vereador. Em 1989, foi vítima de um sequestro de grandes proporções.

### Carreira política
Sua carreira inicia como primeira-dama de Edmar Hermany, quando atuou no Comitê de Combate à Fome e à Miséria. Helena se candidatou pela primeira vez a um cargo público nas eleições de 2000, em que concorreu à câmara municipal e recebeu o maior número de votos da história da cidade para o cargo de vereador, com 3 680 votos válidos.:33 É também a pessoa que passou mais tempo no governo do município, com três mandatos consecutivos de vice ou prefeita.

#### Vice-prefeita
Em 2004, foi eleita vice-prefeita de Santa Cruz do Sul na gestão de José Alberto Wenzel, e assumiu uma secretaria social. Wenzel renunciou à prefeitura ao fim da legislatura para assumir a Casa Civil no governo estadual, momento em que Hermany se viu prefeita da cidade por sete meses. Em 2012 elegeu-se novamente vice-prefeita, dessa vez de Telmo Kirst, e em 2016 é reeleita junto a Kirst. Durante o segundo mandato, Hermany foi expulsa de seu gabinete e destituída de sua secretaria em uma briga política. Kirst e Hermany eram amigos pessoais há décadas, e o episódio resultou no rompimento da amizade e da aliança política, o PP ficando ao lado de Hermany e Kirst mudando de partido. Hermany levou o caso ao Ministério Público, e Kirst foi condenado a pagar multa por improbiedade administrativa. Apesar disso, continuou como vice até dezembro de 2020 quando, já na condição de prefeita eleita, renunciou ao cargo para dedicar-se à transição. Kirst faleceria apenas três dias depois, a cidade ficando brevemente sem prefeito, até a eleição interna do vereador Francisco Carlos Smidt no dia seguinte, que assumiu o cargo de prefeito pelos 10 dias restantes de mandato, até a posse de Hermany.

#### Prefeitura
Em 2020, foi eleita prefeita de Santa Cruz do Sul pelo Progressistas com 32,4% dos votos. Hermany é a segunda mulher a assumir o cargo, a primeira sendo Kelly Moraes, eleita em 2008, com Hermany em segundo.
A eleição de Hermany ocorre no contexto da pandemia de Covid-19. Em 3 de março de 2021, propôs junto a outros prefeitos da região um lockdown, após já ter imposto restrições de circulação, mas não o estendeu à semana seguinte, citando insustentabilidade econômica, enquanto outros prefeitos optaram pela extensão. As medidas geraram protestos pedindo a reabertura do comércio, e Hermany reuniu-se com os protestantes para debate.
Em 2020, no início de seu mandato, a cidade enfrentou também dois alagamentos em um curto espaço de tempo, com níveis de chuva não registrados há décadas. Foram registrados estragos em 48% da área urbana do município. Hermany decretou situação de emergência e instaurou a Comissão de Emergência para Enfrentamento de Alagamentos. A recorrência do episódio gerou cobranças dos moradores. Em 2024, no fim de seu mandato, a cidade foi atingida por uma grande enchente, maior que a registrada quatro anos atrás. O transbordo do Rio Pardinho gerou alagamento severo no distrito homônimo e no bairro Várzea, enquanto fortes chuvas causaram riscos de deslizamento nos bairros Belvedere e Margarida. Hermany emitiu alertas à população e decretou situação de calamidade pública, além de luto de três dias. Defendeu também o conceito de cidade esponja, e anunciou medidas como projetos de habitação popular para os atingidos, além de macrodrenagem das áreas afetadas.
Durante seu mandato, ganhou repercussão uma investigação iniciada por promotores do Ministério Público, que resultou no afastamento do vice-prefeito, quatro secretários, além de outros servidores, devido a supostas irregularidades em contratos, como fraudes e superfaturamento nas obras de asfaltamento do Autódromo Internacional de Santa Cruz do Sul, que teriam sido executadas com materiais de baixa qualidade, possivelmente afetando a segurança das corridas da Stock Car. Um dos nomes citados nas investigações foi o de Henrique Hermany, vereador, líder do governo, e filho de Helena. A investigação não apontou envolvimento de Helena Hermany em nenhum crime. Helena negou qualquer irregularidade, e afirmou que o caso se tratava de "uma armação política", reclamando da falta de acesso ao conteúdo das investigações - reclamação compartilhada pela Câmara de Vereadores, que acionou a justiça pela liberação do conteúdo, pedido esse negado, o caso seguindo em segredo de justiça. A presidente da câmara afirmou que um único documento havia sido disponibilizado - um pedido de afastamento de servidores. Em 2024, a Câmara recebeu vídeos e laudas referentes à investigação.